# Hybomitra atripalpis
Hybomitra atripalpis är en tvåvingeart som beskrevs av Wang 1992. Hybomitra atripalpis ingår i släktet Hybomitra och familjen bromsar. Inga underarter finns listade i Catalogue of Life.